# 劉瑜 (嘉靖進士)
劉瑜（1490年—？年），字貴卿，號阜川，直隸大名府元城縣人，民籍，治《詩經》。明朝政治人物。

## 生平
十一月十五日生，行一，由國子生中式正德十一年（1516年）丙子科順天府鄉試第三十一名舉人，年四十歲中式嘉靖八年己丑科會試中式第一百四十四名，第三甲第七十二名進士。歷官郎中、参议。

## 家族
曾祖劉有源；祖劉增；父劉遷，壽官；母張氏。具慶下，妻傅氏，弟劉璣。